# جزيرة أم أرومة
جزيرة أم أرومة أو جزيرة أم رومة هي إحدى الجزر الواقعة في البحر الأحمر، وتتبع منطقة تبوك شمال غرب السعودية. تبلغ مساحة الجزيرة نحو 12,6 كم2 وتبعد عن الساحل بحوالي 7,20 ميل بحري.